# Sint-Mauritiuskerk (Ressegem)

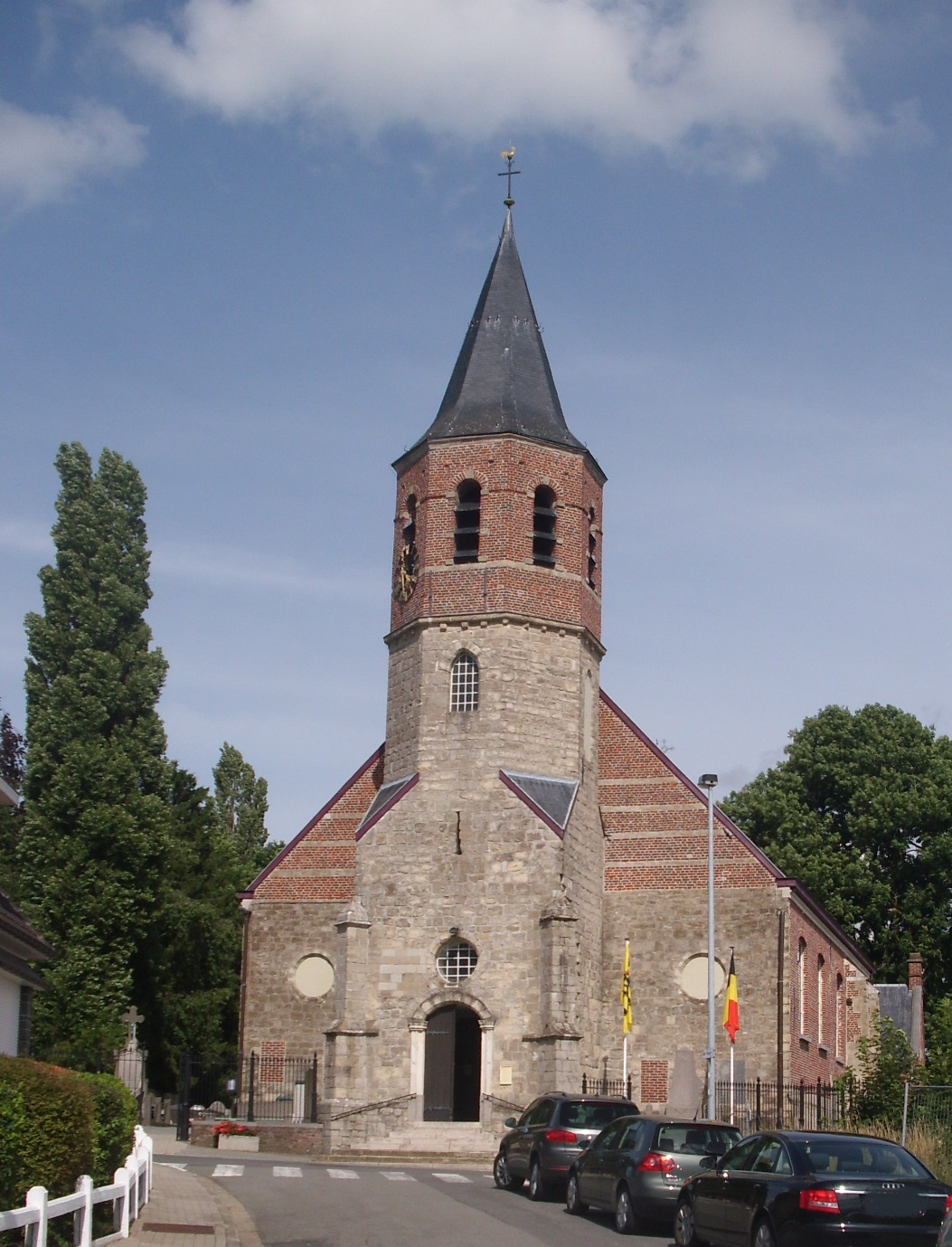
Sint-Mauritiuskerk

De Sint-Mauritiuskerk is de parochiekerk van de tot de Oost-Vlaamse gemeente Herzele behorende plaats Ressegem, gelegen aan het Sint-Mauritsplein 11.

## Geschiedenis
In 1147 werd voor het eerst melding gemaakt van een kerkgebouw op deze plaats. Het patronaatsrecht berustte tot eind 17e eeuw bij de Abdij van Saint-Ghislain. Het koor, de middenbeuk en de westtoren zijn van een gotisch kerkgebouw bewaard gebleven. In de 18e eeuw werden de zijbeuken zodanig gewijzigd dat er geen uitspringend transept meer te zien was en een pseudobasiliek ontstond.

## Gebouw
De oudste delen werden uitgevoerd in Balegemse steen. De jongere delen zijn in bak- en zandsteenbouw uitgevoerd. Op een vierkante onderbouw van de westtoren bevindt zich een achtkante bovenbouw.
De 18e-eeuwse zijbeuken hebben segmentboogvensters. De kerk wordt gedeeltelijk omgeven door een kerkhof.

## Interieur
De 17e-eeuwse preekstoel is in barokstijl. Uit de 18e eeuw stammen een communiebank en een biechtstoel welke uit de kerk van Aaigem afkomstig is.
Het orgel werd in 1770 vervaardigd door Jean-Baptiste Goynaut. Het is afkomstig van de kerk van Wieze.